# ボンバーマンGB
『ボンバーマンGB』は、ハドソンが開発し1994年8月10日に発売された固定画面アクションゲーム。『ボンバーマンシリーズ』第10作目でゲームボーイ用ソフト第2作目。
北米および欧州では『Wario Blast: Featuring Bomberman!』のタイトルで任天堂より販売され、ワリオがプレイヤーキャラクターに追加されている。
1996年発売のゲームボーイ用ソフト『ボンバーマンコレクション』にて、『ボンバーボーイ』および『ボンバーマンGB2』と共に再録された。

## ゲーム内容

### ノーマルゲーム
奪われた5つの技を取り戻すべく、ボンバーマンはブラックボンバーマン一味と戦う。全8ステージ、1ステージ4エリア構成となっている。
エリア1〜3は3ラウンドでブラックボンバーマン一味に2回勝つとエリアクリア。但し、ボンバーマンとブラックボンバーマン一味が同時に全滅すると同じラウンドのやり直しになる。
エリア1は敵1人で場所の大きさは大きい、エリア2は敵2人、エリア3は敵3人で場所の大きさは小さい。エリア4ではボス戦。
エリア1〜3で2回負けるかボス戦でやられるとゲームオーバーとなり、ゲームオーバーしたエリアのパスワードが表示される。

### グレイトバトル
あるパスワードで入力すると出現する隠しモード。何人のブラックボンバーマン一味を倒すまで戦い続ける勝ち抜き戦。ミスした場合は即ゲームオーバーとなり、今まで倒したブラックボンバーマン一味の合計のカウントが表示される。なお、最初からフル装備状態である。

### バトルゲーム
3本先取制で制限時間内に決着がつかなかった場合は引き分けとなる。バトルステージや特殊アイテムを所持するかどうかの設定ができる。なお、対戦にはスーパーゲームボーイを用いる。

## 設定

### ストーリー
平和を守るため、ボンバーマンはスーパーバイク「モトボンバー」に乗って今日もパトロールへ出かけていた。だがある日、ブラックボンバーマン一味に「ボムキック」や「モトボンバー」などの5つの技を奪われてしまった。奪われてしまった技を取り戻すためボンバーマンは立ち上がった。

### 登場キャラクター
ボンバーマン
主人公。奪われたボムキックやモトボンバー等の装備を取り返す為、ブラックボンバーマン一味と戦う。海外版ではシャドウワリオ一味と戦う事になる。
ワリオ
海外版のみ登場するもう1人の主人公で、『マリオシリーズ』に登場するマリオのライバル。
ブラックボンバーマン
パトロール中のボンバーマンを襲い、ボムキックやモトボンバー等の装備を奪い去った悪のボンバーマン集団。徒党を組み、各ラウンドで戦いを挑んでくる。海外版ではワリオと対決する。
シャドウワリオ
海外版のみ登場するワリオの影集団。ボンバーマンと対決する。
ティーカップン
ティーカップに入ったブタのような姿のボスキャラクター。目玉のような雑魚敵を生み出し、口から弾を吐いて攻撃する。倒すとボムキックが手に入る。
コマベー
独楽の姿をしたボスキャラクター。攻撃している間だけダメージを与えられる。倒すとダッシュが手に入る。
フーワン
背中に付いている風船で空中を移動する、子グマのボスキャラクター。地上に降りてきた時にのみダメージを与えられる。倒すとダッシュで相手に体当たりして気絶させるタックルが手に入る。
マッドフラワー
花を模したボスキャラクター。ボンバーマンを追跡する花びらを飛ばしてくる。顔に花びらが無い時のみダメージを与えられる。倒すと持っているぶんの爆弾を一度に置けるラインボムが手に入る。
イナピカリン
雲に乗った雷様のようなボスキャラクター。コマベー同様、攻撃している間にだけダメージを与えられる。倒すとハードブロックを飛び越えて移動できるバイクモトボンバーが手に入る。
プクプク
虫のような姿のボスキャラクター。真横からレーザーを発射する他、爆風に当たると身体が膨張し爆発するという攻撃方法を用いる。爆発した直後に隙ができる。
グルリンナイト
鎧騎士の格好をしたボスキャラクター。ボンバーマンが近づくと剣を持った手を振り回して接近し、後半からはボンバーマンに向けて剣をブーメランのように投げて来る。剣を振り回している時のみダメージを与えられる。
デスボンバー
最終ボス。ブラックボンバーマン一味が密かに用意していた最終兵器で、レーザーやミサイルなど攻撃バリエーションが豊富。三段階に分けて攻撃してくる。海外版ではシャドウワリオ一味もこの兵器と同じものを使用している。

### ステージ構成
第1ステージ（ノーマル）
特に仕掛けのないステージ。基本アイテムが勝敗を握る。ボスはティーカップン。
第2ステージ（倉庫）
ワープホールが出現する。これにより相手を待ち伏せして倒すこともできる。ボスはコマベー。
第3ステージ（森）
矢印パネルが出現し、これにボムキックで爆弾を通過させると表示されている方向に爆弾が曲がる。ボスはフーワン。
第4ステージ（都市）
ワープホールに加えて、爆弾が爆発するまでの時間が短くなっている。爆弾を置きすぎると自爆してしまう。ボスはマッドフラワー。
第5ステージ（工場）
爆弾の爆風を当てるとガスの発生する床がある。このガスにふれると一定時間動けなくなる。ボスはイナピカリン。
第6ステージ（雪国）
全ての床が滑りやすくなっているのに加えて、一旦破壊したブロックが再生するという仕掛けがある。ボスはプクプク。
第7ステージ（南国）
爆弾が爆発するまでの時間が短くなっていて、エリア2から矢印パネルが出現する。ボスはグルリンナイト。
第8ステージ（基地）
敵味方問わず1度に置ける爆弾の個数や爆弾の火力が最大になっている。アイテムの出現はなし。ボスはデスボンバー。

## スタッフ
- ゲーム・デザイン、ディレクター：大久保則雄
- グラフィック：大久保則雄、浦部勝彦
- プログラム：緒方健次
- サウンドスタッフ
  - 作曲：福田裕彦
  - オペレータ：守尾崇
  - ディレクター：中神紀之
  - スペシャル・サンクス：電気未来社
- アドバイザー：桑原司、芳賀タカヒロ、蝦名寿昌、瓜田智昭
- スペシャル・サンクス：竹部隆司、藤原茂樹、太田宏之、三上由起子
- 原画：水野祥司
- 宣伝：やまざきあきよし
- プロデューサー：宮本徳人

## 評価
ゲーム誌『ファミコン通信』の「クロスレビュー」では、6・7・5・5の合計23点（満40点）、『ファミリーコンピュータMagazine』の読者投票による「ゲーム通信簿」での評価は以下の通り22.7点（満30点）となっている。
| 項目 | キャラクタ | 音楽 | お買得度 | 操作性 | 熱中度 | オリジナリティ | 総合 |
| 得点 | 4.0        | 3.4  | 3.5      | 4.0    | 4.1    | 3.7            | 22.7 |